# ماجد العدوان
باشا العدوان ( 1898- 1946) أمير البلقاء، وشيخ مشايخ قبيلة العدوان. قاد انتفاضة العدوان عام 1923 ضد الانتداب البريطاني وحكومة مظهر أرسلان، ومؤسس حزب الشعب الأردني وحزب الإخاء الأردني فيما بعد، كما شغل منصب رئيس بلدية عمان عام 1934، ومثل المجلس النيابي في الدورة الأولى والثانية والثالثة والرابعة والخامسة، كان مقرباً من الملك عبدالله الأول، توفي في عام 1946 ودفن في المقابر الملكية بناءً على طلب الملك عبدالله الأول.

## نشأته
ولد الشيخ ماجد العدوان في شونة نمرين عام 1898، ونشأ في كنف والده شيخ المشايخ سلطان باشا العدوان، وهو الشيخ ماجد باشا بن سلطان باشا بن علي آغا ذياب بن حمود بن صالح بن عدوان بن فايز، وقد ورث والده الشيخ سلطان باشا الزعامة عن جد ماجد الشيخ علي ذياب، وقد تربى ماجد العدوان كما هي عادة أبناء الشيوخ، على الفروسية والشجاعة والكرم، حيث تم تدريبه على استخدام السيف والبندقية وركوب الخيل وعلى فنون القتال هو طفل، وكان ماجد منذ صغره يلازم والده شيخ المشايخ سلطان بن علي، ويرافقه في جولاته ويجالسه في مجلسه الذي يجتمع فيه شيوخ البلقاء، وزوار الشيخ من مناطق مختلفة، وكان هذه البيئة الغنية بالخبرات والمعارف الحياتية، هي الجامعة التي تلقي فيها معارفه وخبراته، فقد ألحقه والده بالكتّاب الذي يدرس فيه بعض أبناء القبيلة، حيث يعلم فيه شيوخ دين استقدمهم الشيخ سلطان من فلسطين، وقد درس ماجد العدوان على يد الشيخ الريماوي، حيث تعلم القراءة والكتابة والحساب وبعض المعارف الأساسية، ولم تكن المدارس الحكومية متوفرة في هذه النواحي في تلك الفترة. أصبح ماجد العدوان شيخاً ذائع الصيت في حياة والده الشيخ سلطان، فقد عرف بالذكاء والفطنة والشجاعة، وقد شارك والده أمور الشيخة، وأصبح مع الأيام شريكاً حقيقياً في زعامة والده، وكان والده يصطحبه معه في زياراته للوالي العثماني، وأوكل إليه مهمة القيادة العسكرية، وبذلك تصدى لمشاكل عديدة ولقضايا كبرى، أثبت فيها حسن تدبيره وبعد نظره، فقد تميز بصفات الزعامة والقيادة بعمر مبكر، وحظي بمحبة واسعة وتقدير كبير، لذا كان صاحب كلمة مسموعة ورأي سديد وجرأة لا مثيل لها، وقد اقتطع له والده أرضاً واسعة ليفلحها وينفق منها على قضاء شؤون الناس، غير أنه وسع أملاكه حتى زاد على ملك والده، وقد سمي الغور بغور ماجد، وكان له بيته الخاص يستقبل فيه شيوخ ووجهاء البلقاء ويقضي حوائج الناس في عهد والده الشيخ سلطان.

## قبيلته
ذكر المستشرق الألماني ماكس فون أوبنهايم في كتابه (البدو) أن قبيلة العدوان هي مجمع حديث التشكل نشأ من عائلة شيوخ بنفس الاسم استوطنت في القرن السابع عشر في البلقاء ثم تولت في القرن الثامن عشر حكم هذه المنطقة، وتتألف من العشائر التالية: الصالح، والنمر، والكايد، والوريكات، والعساف، والسكر، بالأضافة إلى عشائر أخرى متحالفة معها وهي الحجاج، واللوزيين، والثوابية، والمسالمة، والسلامات، والغوارنة، والعنيزات وغيرهم.
ويذكر الدكتور أحمد عويدي العبادي في كتابه (العشائر الأردنية-الأرض والإنسان والتاريخ) أن قبيلة العدوان التي يسميها بني عدوان تتألف من الأقسام والفروع التالية:الصالح، والنمر، والعساف، والوريكات، والكايد، والسكر، ويذكر العبادي أن من عشائر العدوان أيضاً عشائر الحجاج والدلاهمة والعنيزات واللوزيين والزبيديين والسويليين والرِّيشة وأبو الذرعان وأبو مغرز وأبو تتوه وأبو سحيبان والسويلميين.

## مواقفه القومية
بدأت مواقف ماجد العدوان السياسية بالظهور مع بداية الحرب العالمية الأولى، وقد التزم الحياد خلال الثورة العربية الكبرى، خاصة أن جيش الثورة العربية لم يمر بالبلقاء، في حين قام بتشكيل قوة من البلقاء لمواجهة البريطانيين الذين حاولوا عبور النهر إلى شرق الأردن، وقد قابل الأمير فيصل بن الحسين خلال وجوده في الأزرق عام 1918. وقد أخذت مواقفه السياسية القومية بالبروز أكثر خلال هذه الفترة، نظراً للتحولات الإقليمية والعالمية المتسارعة، فعندما علم أن فرنسا تعتزم مهاجمة دمشق وإخراج الملك فيصل منها، قام بتجهيز قوة عسكرية من أبنا البلقاء، وتوجه بها إلى دمشق وعندما وصل إلى بلدة « المزيريب « قرب درعا في الرابع من تموز عام 1920 التقوا فجأة بالملك فيصل قادماً من دمشق، فأخبرهم أن المعركة انتهت بانتصار الفرنسيين، وأن دمشق سقطت واستشهد القائد يوسف العظمة، ونظراً لموقف ماجد العدوان وشجاعته وتقديرا له منحه الملك فيصل رتبة أمير لواء فخرية.

## علاقته مع الدولة (قبل ثورة العدوان)
عاشت البلاد الأردنية فراغاً سياسياً وإدارياً بعد سقوط الحكومة العربية في دمشق، وتم تشكيل حكومات محلية لإدارة شؤون البلاد باستشارة من بريطانيا، فقامت حكومة عجلون – إربد - وحكومة السلط وحكومة الكرك، وقد قامت حكومة السلط والتي سميت في بعض الكتابات بـ « الدولة البلقاوية « بتأليف مجلس شورى كان ماجد العدوان عضواً فيه. غير أن هذه الحكومات المحلية واجهت مصاعب كبيرة، منها عدم توفر الموارد المالية، وعدم القدرة على ضبط الأمن وتقديم الخدمات الكافية للناس، فكان من الطبيعي أن تنتهي بإعلان تأسيس إمارة شرق الأردن عام 1921، فبعد وصول الأمير عبد الله المؤسس إلى عمان بثلاثة أيام زاره الشيخ سلطان وابنه الشيخ ماجد، وقاما بدعوته للغداء في مضارب العدوان فوافق، وبذلك بايعوا الأمير عبد الله أميراً على شرق الأردن، وقويت الصلات بينهم، حتى أن الأمير خطب لماجد فتاة من بني صخر وقدم مهرها من جيبه، وحضر الأمير حفل الزفاف الكبير، وكان من بين الحاضرين المندوب السامي البريطاني. شارك الشيخ باستعراض لفرسان من عشائر البلقاء، أمام الأمير عبد الله عام 1923، في الحفل الكبير الذي أقيم في منطقة ماركا احتفالاً باعتراف بريطانيا باستقلال إمارة شرق الأردن.

## ثورة العدوان
عانت الدولة الأردنية الناشئة من مشاكل عديدة، منها ضبط الحدود وبسط نفوذها على العشائر المتناحرة، حيث استولى الاستقلاليون العرب على مقاليد الإدارة والوظائف العليا، وقد أغضب ذلك أبناء الأردن، وخاصة زعماء العشائر، بعد أن تقلص نفوذهم بسبب تمدد نفوذ الحكومة المركزية.وكان ماجد العدوان القريب من العاصمة، والذي استاء من تصرفات بعض المستشارين – الوزراء – العرب في حكومة شرق الأردن، قد بدأ يعد العدة لحركة إصلاحية، متبنياً بذلك مطالب الحزب الوطني الأردني، الداعي للتخفيف من الاعتماد على الموظفين العرب المنتدبين، وفتح المجال أمام الأردنيين في الوظائف العامة العليا، بالإضافة لعدد من المطالب الإصلاحية، وقد استجاب الأمير لهذه المطالب، غير أن مجلس المستشارين تعامل مع المطالب ظاهرياً فقط، في المقابل بدأ باعتقال رجالات الحزب الوطني، مما أثار الشيخ سلطان وابنه ماجد الذي قاد الحركة الاحتجاجية التي تحولت إلى مواجهة مسلحة، وتحرك ماجد ووالده على رأس فرسان من البلقاء، وقد استولوا على مخافر ناعور ووادي السير ووصلوا إلى المنطقة بين خلدا وصويلح يوم 15 أيلول عام 1923، وفي صبيحة اليوم التالي هاجمت سيارتان مسلحتان بريطانيتان الفرسان المتجمعين في صويلح، قتل على أثرها الشيخ صايل الشهوان شيخ مشايخ العجارمة الذي يعد القائد العسكري للحركة، والذي هاجم السيارة المسلحة بسيفه، وقتل معه جديع أبو قاعود أحد شيوخ قبيلة بني حميدة ،ونتيجة لذلك أنسحب الفرسان وأنتهت الحركة التي عرفت بحركة ماجد العدوان. التجأ الشيخ سلطان وابنه ماجد إلى جبل الدروز بضيافة سلطان باشا الأطرش، وعند زيارة الشريف الحسين بن علي عمان صدر عفو عن جميع من شارك في الحركة، وبذلك بدأت الأمور تعود إلى نصابها بين الشيخ سلطان وابنه ماجد وبين الأمير عبد الله، وقد أصبح ماجد العدوان مقرباً من الأمير عبد الله وتحولت العلاقة بينهم إلى صداقة قوية، تبادلا خلالها الزيارة باستمرار، كما كان الأمير يصطحب معه الشيخ ماجد العدوان في زيارته للعشائر الأردنية وفي بعض الزيارات الخارجية، وقد بلغ مكانة كبيرة بين شيوخ ورجالات الأردن، وعندما توفي والده سلطان شيخ مشايخ البلقاء في 21 آذار 1935، شارك في تشييع جنازته قرابة ثلاثة آلاف شخص على رأسهم الأمير طلال بن عبد الله نائباً عن الأمير عبد الله الذي كان في زيارة خارج البلاد، وشارك في التشييع عدد كبير من رجالات وشيوخ ووجهاء الأردن، وشارك وفد كبير من فلسطين في التشييع برئاسة الحاج أمين الحسيني، واستقبل ماجد العدوان كماً كبيراً برقيات العزاء من داخل الأردن وخارجه، وكان ممن أرسل برقيات المندوب السامي البريطاني والمعتمد البريطاني، وقائد الجيش العربي، وحزب الدفاع، وقد نشرت جميعها في الصحف المحلية.

## علاقته مع الدولة ( بعد ثورة العدوان)
بوفاة والده أصبح ماجد العدوان شيخ مشايخ العدوان، غير أن ذلك لم يحل بينه وبين دوره السياسي، الذي تمثل في معارضته للمعاهدة الأردنية البريطانية وللحكومات المتعاقبة حتى عام 1933، عندما بدأ يساند الحكومات ويدعهما، حيث كان عضواً في المجلس النيابي، وهو من دعا إلى عقد مؤتمر الشعب العام في السادس من آب 1933، والذي تحول فيما بعد إلى حزب الشعب الأردني، وقد خاض انتخابات بلدية عمان عام 1934 وحقق فيها الفوز، كما حقق فوزاً في انتخابات المجلس التشريعي الثالثة، وبعد حل حزب الشعب أسس مع عدد من رجالات الأردن حزب الإخاء الأردني عام 1937. وقد خاض ماجد العدوان انتخابات المجلس التشريعي الثاني بعد أن امتنع المشاركة في انتخابات المجلس الأول، وقد حقق الفوز بسهولة، كما شارك في الدورة الثالثة والدورة الرابعة والدورة الخامسة، التي لم تمهله المنية فرصة أن يكملها.

## وفاته
لقد عاضد الشيخ ماجد العدوان الأمير عبد الله في كثير من المواقف، وكان له حضوره القوي والفاعل في الأحداث السياسية العشائرية التي شهدها الأردن في عهده، ففي عام 1946 وبينما كان ماجد العدوان منهمكا بالإشراف على إعداد طعام الغداء للأمير عبد الله الأول المؤسس وضيوفه من العراق، أصيب ماجد بسكتة قلبيه أدت إلى وفاته على الفور في بيته بجبل عمان قبيل وصول الأمير وضيوفه، وكانت وفاته صدمة قاسية ومفاجأة كبيرة، فقد توفي باكراً حيث ناهز عند وفاته 48 عاماً فقط، وقد حزن عليه الأمير عبد الله ومن خلفه رجالات الأردن وفلسطين، وقد أمر أمير البلاد أن يدفن في المقابر الملكية، وخرج في وداعه شيوخ ووجهاء ورجال الدولة الأردنية في موكب كبير، وصدرت الإرادة الملكية من العراق بمنحه وسام الرافدين من الدرجة الثانية لمكانته وتقديراً لجهوده الوطنية المشهودة.